# Offingen
Offingen – gmina targowa w Niemczech, w kraju związkowym Bawaria, w rejencji Szwabia, w regionie Donau-Iller, w powiecie Günzburg, siedziba wspólnoty administracyjnej Offingen. Leży około 7 km na północny wschód od Günzburga, nad Dunajem i Mindel, przy linii kolejowej Ulm – Augsburg.

## Polityka
Wójtem gminy jest Thomas Wörz z SPD, poprzednio urząd wójta obejmował Alois Brunhuber, rada gminy składa się z 16 osób.
|      | CSU | SPD | FW | FWG Schnuttenbach | Junge Bürger | Razem |
| 2008 | 6   | 5   | 3  | 1                 | 1            | 16    |
| 2002 | 7   | 3   | 3  | 2                 | 1            | 16    |